# Disciplina arcani
Disciplina arcani (latinsky kázeň tajemství) je raně křesťanský zvyk udržovaný od 3. do 5. století, spočívající v utajování modliteb, biblických a liturgických textů apod. před nepokřtěnými, aby jim tak nemohla být dána záminka k pohoršení. Když pak došlo k všeobecnému rozšíření křesťanství na území Římské říše, důvod k udržování discipliny arcani pominul.